# Nikodem Kasprowicz
Nikodem Kasprowicz (ur. 26 lipca 1979 w Tychach) – polski aktor teatralny i telewizyjny.
Początkowo występował w Amatorskim Teatrze Ruchu i Pantomimy Migreska w Tychach. W 2003 roku ukończył studia na Wydziale Aktorskim Akademii Teatralnej im. Aleksandra Zelwerowicza w Warszawie.
W latach 2005–2007 był aktorem Teatru im. A. Mickiewicza w Częstochowie. W latach 2008–2018 etatowy aktor Teatru Nowego im. Tadeusza Łomnickiego w Poznaniu. Występuje również w Laboratorium Dramatu w Warszawie.
Występował także w epizodycznych rolach w polskich serialach telewizyjnych, takich jak: Na dobre i na złe, Kasia i Tomek (tylko głos), Samo życie, Egzamin z życia, Rodzinka oraz Wspólne mieszkanie.
Ojciec dwóch córek.

## Role teatralne
- Teatr Nowy w Poznaniu - Gorączka czerwcowej nocy, reż. Tomasz Śpiewak
- Teatr Nowy w Poznaniu - Konrad/Dyrektor w Lokatorzy i Tomek w Buntownicy z cyklu Jeżyce story. Posłuchaj miasta, reż. Marcin Wierzchowski
- Teatr Nowy w Poznaniu - Krogstad w Domu lalki, reż. Michał Siegoczyński
- Teatr Rozmaitości w Warszawie – Bart w przedstawieniu Alina na Zachód (D. Dobborowa), reż. Paweł Miśkiewicz
- Teatr Collegium Nobilum w Warszawie – Kropiłkin w przedstawieniu Letnicy (M. Gorkiego), reż. Eugeniusz Korin
- Studio Teatralne „Koło” – Vova w przedstawieniu Absolutnie Off Show (I. Gorzkowskiego), reż. Igor Gorzkowski
- Teatr im. A. Mickiewicza w Częstochowie – Kordian w przedstawieniu Kordian (J. Słowackiego), reż. Bożena Suchocka
- Teatr Telewizji – w przedstawieniu Żegnaj Judaszu, reż. Bożena Suchocka
- Teatr im. A. Mickiewicza w Częstochowie – w przedstawieniu Odyseja 2 (A. Sadowskiego), reż. Andrzej Sadowski (2005)[2]
- Teatr im. A. Mickiewicza w Częstochowie – Kogut w przedstawieniu Bajka o szczęściu (I. Degórskiej), reż. Julia Wernio (2005)[2]
- Teatr Dramatyczny w Warszawie – w przedstawieniu Opowieści o zwyczajnym szaleństwie (P. Zelenki), reż. Agnieszka Glińska (2005)[2]
- Teatr Mały w Tychach – w przedstawieniu Kwidam (moralitet Hugona von Hoffmansthala), reż. Marcin Skorek[3]

## Filmografia
- 2002: Na dobre i na złe − chłopak na basenie (odc. 124)
- 2003−2004: Samo życie − Lexus (odc. 229); mężczyzna, który zaczepił Leszka Retmana (odc. 464)
- 2003: Rodzinka − policjant (odc. 5)
- 2003: Kasia i Tomek − Eryk (sezon II, odc. 30, głos); Marcel (sezon III, odc. 1, głos)
- 2004−2014: Pierwsza miłość − klient portalu randkowego
- 2005: Okazja − Manson (odc. 6)
- 2005: Egzamin z życia − chłopiec z domu dziecka (odc. 19)
- 2008 – ....: Ojciec Mateusz - Pielęgniarz (odc. 161)
- 2010: Nowa − Miłosz (odc. 3)
- 2011: Hotel 52 − prawnik (odc. 32)
- 2011−2012: Galeria − Jarek (odc. 124)
- 2013: Ostra Randka 3D
- 2014: Prawo Agaty − sędzia Korzycki (odc. 65)
- 2017: Sztuka kochania. Historia Michaliny Wisłockiej jako Jan Braun brat Wisłockiej[4]

## Nagrody i wyróżnienia
- 2003 – wyróżnienie marszałka województwa łódzkiego za rolę Komisarza w przedstawieniu Żegnaj Judaszu podczas XXI Festiwalu Szkół Teatralnych[5]